# Pryzmat (ugrupowanie artystyczne)
Pryzmat – ugrupowanie artystyczne, które w latach 1930–1939 działało w Warszawie. Skupiało w głównej mierze artystów-malarzy ispirujących się naturą i kierujących swoje zainteresowania ku zagadnieniom koloru. Członkami ugrupowania byli m.in.:
- Juliusz Studnicki
- Krystyna Łada-Studnicka
- Lucjan Adwentowicz
- Marian Jaeschke
- Felicjan Szczęsny Kowarski
- Adam Kossowski
- Leonard Pękalski
- Jan Sokołowski
- Wacław Taranczewski
- Kazimierz Tomorowicz
- Jan Ignacy Wodyński